# Pressão nominal
A pressão nominal (PN) é a resistência de pressão que certo produto resiste até ponto de ruptura.
A pressão nominal de um tubo uma das maneiras para se identificar é o SDR (Standard Dimension Ratio) ou RDE, que é o diâmetro externo nominal e a relação com a espessura nominal (SDR)
O valor da PN corresponde a máxima pressão de operação ou MPO a 25º C, com uma vida útil de 50 anos conduzindo água.
O valor da PN é expressa em bar ou aproximadamente equivale à pressão em mega pascal (Mpa) dividindo por 10.